# Snowboard al V Festival olimpico invernale della gioventù europea
Le gare di snowboard al V Festival olimpico invernale della gioventù europea si sono svolte dall'11 al 15 maggio 2001 a Vuokatti, in Finlandia.
Sono state disputate due gare maschili e due gare femminili, per un totale di 4 gare.

## Podi

### Ragazzi
| Evento  | Oro                | Argento         | Bronzo                |
| Cross   | Francesco Sandrini | Dominik Fiegl   | Michael Schreilechner |
| Halpipe | Antti Autti        | Iikka Bäckström | Steve Missillier      |

### Ragazze
| Evento  | Oro             | Argento           | Bronzo         |
| Cross   | Thea Stenshagen | Verena Domenig    | Heidi Kurkinen |
| Halpipe | Paulina Ligocka | Elin Viken Holvik | Heidi Kurkinen |